# جيمس تومسون (سياسي)
جيمس تومسون (بالإنجليزية: James Thompson)‏ هو محامي وقاضي وسياسي أمريكي، ولد في 1 أكتوبر 1806، وتوفي في 28 يناير 1874 في الولايات المتحدة. حزبياً، نشط في الحزب الديمقراطي. وقد انتخب عضو مجلس نواب بنسيلفانيا وانتخب عضو مجلس النواب الأمريكي.